# Amphipsyche sinhala
Amphipsyche sinhala är en nattsländeart som beskrevs av Barnard 1984. Amphipsyche sinhala ingår i släktet Amphipsyche och familjen ryssjenattsländor. Inga underarter finns listade i Catalogue of Life.